# Justicia (miniserie)
Justicia (Justiça en portugués) fue una miniserie brasileña de 2016, emitida con gran éxito por Rede Globo.
Con un elenco estelar, la historia gira en torno a temas realistas y conmovedores sobre pérdidas irreparables, en los que no hay ganadores.

## Trama

### Primera temporada (2016)
La primera temporada de Justicia cuenta con cuatro historias conectadas por crímenes ocurridos la noche del 26 de junio de 2009 en Recife, Pernambuco. La primera es la de Vicente (Jesuíta Barbosa), el novio celoso y controlador de Isabela (Marina Ruy Barbosa), que la descubre en brazos de su exnovio y le dispara delante de su madre, Elisa (Débora Bloch), quien luego nutre un deseo de vengarse de Vicente, que es arrestado por asesinato. La segunda historia es la de Fátima (Adriana Esteves), que para defender a su hijo del ataque del perro de su vecino Douglas (Enrique Díaz), dispara al animal. Indignado, el vecino, que es policía, coloca drogas en su jardín y ella es arrestada como traficante. La tercera historia es la de Rose (Jéssica Ellen), que en la celebración de su cumpleaños y su aprobación en el examen de ingreso a la universidad, es detenida con drogas, mientras que su amiga blanca, Débora (Luísa Arraes), no. Al salir de la cárcel, Rose descubre que Débora sufrió abusos y le ofrece ayuda para encontrar al violador. El último drama es el de Maurício (Cauã Reymond), casado con la bailarina Beatriz (Marjorie Estiano), que tras ser atropellada queda tetrapléjica. Inconformista con su nueva condición, ella le suplica a su marido que le practique la eutanasia, y él es arrestado por asesinato. Vicente, Fátima, Rose y Maurício son llevados a la misma comisaría y todos son condenados a siete años de prisión. Al salir, deben lidiar con sus problemas de resocialización.

### Segunda temporada (2024)
Ambientada en las ciudades de Ceilândia y Brasilia, en el Distrito Federal, Justicia 2 narra cuatro historias más. La primera trata sobre el mototaxista Balthazar (Juan Paiva), que es arrestado injustamente tras ser reconocido como el ladrón del restaurante Canto do Bode en un catálogo digital de sospechosos de la policía por su antiguo jefe, Nestor (Marco Ricca). El segundo drama es el de Carolina (Alice Wegmann), que fue violada por su tío Jayme (Murilo Benício) en su adolescencia y se mudó de ciudad para alejarse de la situación. Cuando regresa a Ceilândia, revive los traumas del pasado y decide denunciar a su abusador. La tercera historia es la de Geíza (Belize Pombal) y su hija Sandra (Gi Fernandes), que entran en conflicto con Renato (Filipe Bragança), un traficante de clase media que se mudó a su comunidad, Sol Nascente, y las molesta con su música alta las 24 horas del día. Una noche, en un momento de furia, Renato ataca a Sandra y es asesinado por Geíza, que intenta huir con su hija, pero es capturada y arrestada. La cuarta historia es la de Milena (Nanda Costa), que roba un coche por necesidad para ayudar a su madre, pero acaba siendo arrestada por un homicidio que no cometió al encontrar un cadáver en el maletero del coche robado. Balthazar, Jayme, Geíza y Milena son arrestados la misma noche del 7 de noviembre de 2016 y, al pasar los siete años, deberán reconstruir sus vidas.

## Reparto
Lunes
- Débora Bloch como Elisa de Almeida.
- Adriana Esteves como Fátima.
- Cauã Reymond Mauricio.
- Jéssica Ellen como Rose.
- Leandra Leal como Kellen.
- Marina Ruy Barbosa como Isabela.
- Jesuíta Barbosa como Vicente.
- Luisa Arraes como Débora.
- Marjorie Estiano como Beatriz.
- Pedro Wagner como Osvaldo.

Martes
- Adriana Esteves como Fátima Libéria do Nascimento
- Ângelo Antônio como Waldir do Nascimento
- Enrique Díaz como Douglas
- Leandra Leal como Arlete/Kellen Aparecida
- Julia Dalavia como Mayara do Nascimento/Susi
  - Letícia Braga como Mayara do Nascimento (niño)
- Tobias Carrieres como Jesus do Nascimento
  - Bernardo Berruezo como Jesus do Nascimento (niño)
- Júlio Andrade como Firmino
- Clarissa Pinheiro como Irene
- Leandro Léo como Dez Porcento
- Alex Patrício Filho como Igor
- Márcio Fecher como Falcão
- Glauber Rocha como Jeferson
- Nicholas Bauer como Hans

Jueves
- Jéssica Ellen como Rose Silva dos Santos
- Luisa Arraes como Débora Carneiro
- Vladimir Brichta como Celso
- Igor Angelkorte como Marcelo Cavalcante
- Teca Pereira como Zelita Silva dos Santos
- Fernanda Viana como Lucy Carneiro
- Pedro Wagner como Osvaldo
- Murilo Sampaio como Tércio
- Carlos Feroli como CB

Viernes
- Cauã Reymond como Maurício de Oliveira
- Antônio Calloni como Antenor Ferraz
- Marjorie Estiano como Beatriz Pugliesi
- Drica Moraes como Vânia Ferraz
- Mayara Millane como Tânia
- Joana Gatis como Lovilace
- Mariah Teixeira como Ariel
- Mohana Uchoa como Kika
- Nataly Rocha como Poltergeist
- Albert Tenório como Serge

### Temporada 2 (2024)
Caso Balthazar
- Juan Paiva como Balthazar Gomes da Silva
- Marco Ricca as Nestor Rebouças
- Maria Padilha as Silvana Rebouças[3]
- Luciano Mallman como  Cassiano Cardona
- Jorge Guerreiro como João Cardona
- Jéssica Marques como Larissa
- Helena Kern como Maria Eduarda Rebouças
- Dja Marthins como Regina Pereira Gomes
- Amir Haddad como Galdino
- Breno da Matta como Túlio

Caso Jayme
- Alice Wegmann como  Carolina Teixeira
- Murilo Benício as Jayme Teixeira
- Júlia Lemmertz as Júlia Teixeira
- Fábio Lago as Darlan
- Giovanni Venturini as Elias Teixeira
- Rita Assemany as Ingrid Teixeira
- Adriano Garib como Olavo Ferrero
- Raíssa Xavier as Moema
- Muse Maya as Ênya
- Túlio Starling as Gabriel
- Aramis Trindade as Precinct Chief Dumas

Caso Geíza
- Belize Pombal como Geíza Lima
- Gi Fernandes como Sandra Lima
- Danton Mello como Abílio Fayete
- Filipe Bragança como Renato Fayete
- Vinicius Teixeira como Pascoal
- Elder de Paula como Delegado

Caso Milena
- Nanda Costa como Milena Souza de Jesus
- Paolla Oliveira como Jordana Juarez
- Marcello Novaes como Egisto
- Juliana Xavier como Ana Cristina da Silva / Luara
- Xamã como Naldo (Naldinho)
- Tereza Seiblitz como Santana Souza de Jesus
- Evandro Mesquita como Carlos Spíu
- Alexandre Rodrigues como Diógenes Juarez Junior (Diuzinho)

## Episodios
| Temporada | Temporada | Episodios | Episodios | Emisión original     | Emisión original         |
| Temporada | Temporada | Episodios | Episodios | Primera emisión      | Última emisión           |
| --------- | --------- | --------- | --------- | -------------------- | ------------------------ |
|           | 1         | 20        | 20        | 22 de agosto de 2016 | 23 de septiembre de 2016 |
|           | 2         | 28        | 28        | 11 de abril de 2024  | 23 de mayo de 2024       |